# Poa ferreyrae
Poa ferreyrae là một loài cỏ trong họ hòa thảo, thuộc chi poa.